# Portugal au Concours Eurovision de la chanson 2021
Le Portugal est l'un des trente-neuf pays participants du Concours Eurovision de la chanson 2021, qui se déroule à Rotterdam aux Pays-Bas. Le pays est représenté par le groupe The Black Mamba et leur chanson  Love Is on My Side, sélectionnés lors de l'émission Festival da Canção 2021. Le pays se classe 12e avec 153 points lors de la finale.

## Sélection
Le diffuseur portugais RTP a confirmé sa participation à l'Eurovision 2020 le 16 octobre 2020.

### Format
Le Festival da Canção 2021 est constitué de deux demi-finales, qui se déroulent les 20 et 27 février 2021, et d'une finale, qui a lieu le 6 mars 2021. 10 artistes concourrent dans chaque demi-finale, et à l'issue de chacune, cinq d'entre eux se qualifient pour la finale. Le système de vote est identique à celui utilisé à l'Eurovision :  il s'agit d'un vote combinant pour moitié les votes d'un jury d'expert et pour l'autre moitié le télévote. Le jury, tout comme le public attribue 12 points à sa chanson favorite, 10 points pour la deuxième, puis de 8 à 1 points pour les suivantes. En cas d'égalité, le télévote prévaut

### Chansons et compositeurs
Vingt compositeurs sont d'abord désignés comme participants à la compétition, l'annonce ayant eu lieu le 4 décembre 2020. Parmi ces compositeurs, dix-huit sont invités par le diffuseur RTP  et deux sont sélectionnés via un appel à candidatures public.
Chacun composant une chanson, les chanteurs ont été révélés le 20 janvier 2021.
| Artiste                  | Chanson                  | Auteur(s)                                       | Sélection          |
| ------------------------ | ------------------------ | ----------------------------------------------- | ------------------ |
| Ana Tereza               | Com um abraço            | Viviane, Tó Viegas                              | Invité par RTP     |
| Ariana                   | Mundo melhor             | Virgul, Alex D'Alva                             | Invité par RTP     |
| The Black Mamba          | Love Is on My Side       | Tatanka                                         | Invité par RTP     |
| Carolina Deslandes       | Por um triz              | Carolina Deslandes                              | Invité par RTP     |
| Da Chick                 | I Got Music              | Da Chick                                        | Invité par RTP     |
| Eu.Clides                | Volte-face               | Pedro da Linha, Tota                            | Invité par RTP     |
| Fábia Maia               | Dia lindo                | Fábia Maia                                      | Invité par RTP     |
| Graciela                 | A vida sem acontecer     | João Vieira                                     | Invité par RTP     |
| Ian                      | Mundo                    | Ian                                             | Invité par RTP     |
| Irma                     | Livros                   | Irma, Pity                                      | Invité par RTP     |
| Joana Alegre             | Joana do mar             | Joana Alegre                                    | Invité par RTP     |
| Karetus and Romeu Bairos | Saudade                  | Karetus, Romeu Bairos                           | Invité par RTP     |
| Mema.                    | Claro como água          | Stereossauro, Mema.                             | Invité par RTP     |
| Miguel Marôco            | Girassol                 | Miguel Marôco                                   | Sélection publique |
| Nadine                   | Cheguei aqui             | Anne Victorino D'Almeida, Tiago Torres da Silva | Invité par RTP     |
| Neev                     | Dancing in the Stars     | Neev                                            | Invité par RTP     |
| Pedro Gonçalves          | Não vou ficar            | Pedro Gonçalves                                 | Sélection publique |
| Sara Afonso              | Contramão                | Melo, Teresa Sequeira                           | Invité par RTP     |
| Tainá                    | Jasmim                   | Tainá                                           | Invité par RTP     |
| Valéria                  | Na mais profunda saudade | Hélder Moutinho                                 | Invité par RTP     |

### Émissions

#### Demi-finales
- Qualifiés

##### Première demi-finale
| Ordre | Artiste                  | Chanson                  | Jury | Télévote | Total | Place |
| ----- | ------------------------ | ------------------------ | ---- | -------- | ----- | ----- |
| 1     | The Black Mamba          | Love Is on My Side       | 10   | 12       | 22    | 1     |
| 2     | Valéria                  | Na mais profunda saudade | 6    | 10       | 16    | 3     |
| 3     | Mema.                    | Claro como água          | 2    | 1        | 3     | 10    |
| 4     | Nadine                   | Cheguei aqui             | 1    | 6        | 7     | 9     |
| 5     | Miguel Marôco            | Girassol                 | 3    | 5        | 8     | 8     |
| 6     | Fábia Maia               | Dia lindo                | 8    | 2        | 10    | 5     |
| 7     | Irma                     | Livros                   | 5    | 3        | 8     | 6     |
| 8     | Karetus and Romeu Bairos | Saudade                  | 7    | 8        | 15    | 4     |
| 9     | Sara Afonso              | Contramão                | 12   | 7        | 19    | 2     |
| 10    | Ian                      | Mundo                    | 4    | 4        | 8     | 7     |

##### Deuxième demi-finale
| Ordre | Artiste            | Chanson              | Jury | Télévote | Total | Place |
| ----- | ------------------ | -------------------- | ---- | -------- | ----- | ----- |
| 1     | Da Chick           | I Got Music          | 1    | 5        | 6     | 10    |
| 2     | Tainá              | Jasmim               | 4    | 2        | 6     | 9     |
| 3     | Ariana             | Mundo melhor         | 6    | 1        | 7     | 7     |
| 4     | Eu.Clides          | Volte-face           | 10   | 3        | 13    | 4     |
| 5     | Joana Alegre       | Joana do mar         | 7    | 8        | 15    | 3     |
| 6     | Pedro Gonçalves    | Não vou ficar        | 3    | 7        | 10    | 5     |
| 7     | Ana Tereza         | Com um abraço        | 5    | 4        | 9     | 6     |
| 8     | Carolina Deslandes | Por um triz          | 12   | 10       | 22    | 1     |
| 9     | Graciela           | A vida sem acontecer | 2    | 6        | 8     | 8     |
| 10    | Neev               | Dancing in the Stars | 8    | 12       | 20    | 2     |

#### Finale
- Vainqueur

| Ordre | Artiste                  | Chanson                  | Jury | Télévote | Total | Place |
| ----- | ------------------------ | ------------------------ | ---- | -------- | ----- | ----- |
| 1     | Karetus and Romeu Bairos | Saudade                  | 4    | 6        | 10    | 6     |
| 2     | Joana Alegre             | Joana do mar             | 6    | 3        | 9     | 7     |
| 3     | Fábia Maia               | Dia lindo                | 2    | 1        | 3     | 10    |
| 4     | Valéria                  | Na mais profunda saudade | 3    | 7        | 10    | 5     |
| 5     | Carolina Deslandes       | Por um triz              | 12   | 8        | 20    | 2     |
| 6     | Neev                     | Dancing in the Stars     | 5    | 12       | 17    | 3     |
| 7     | Pedro Gonçalves          | Não vou ficar            | 1    | 4        | 5     | 9     |
| 8     | Sara Afonso              | Contramão                | 8    | 5        | 13    | 4     |
| 9     | Eu.Clides                | Volte-face               | 7    | 2        | 9     | 8     |
| 10    | The Black Mamba          | Love Is on My Side       | 10   | 10       | 20    | 1     |

La finale se termine sur la victoire du groupe The Black Mamba avec la chanson Love Is on My Side, qui représenteront donc le Portugal à l'Eurovision 2021.

## À l'Eurovision
Le Portugal participe à la deuxième demi-finale du 20 mai 2021. Il s'y classe 4e avec 239 points, se qualifiant donc pour la finale. Lors de celle-ci, il termine à la 12e place avec 153 points.